# Bengt Polling
Bengt Polling (* um 1918) ist ein schwedischer Badmintonspieler.

## Karriere
Bengt Polling gewann 1937 in Schweden den Juniorentitel im Herreneinzel und im gleichen Jahr auch den Titel bei den Erwachsenen. Weitere Titelgewinne folgten 1938, 1943, 1944 und 1949.

## Sportliche Erfolge
| Saison    | Veranstaltung                     | Disziplin    | Platz | Name                                      |
| --------- | --------------------------------- | ------------ | ----- | ----------------------------------------- |
| 1936/1937 | Schweden: Einzelmeisterschaft U19 | Herreneinzel | 1     | Bengt Polling (Malmö BK)                  |
| 1936/1937 | Schweden: Einzelmeisterschaft     | Herrendoppel | 1     | Bengt Polling / Thore Sjögren (Malmö BK)  |
| 1936/1937 | Schweden: Einzelmeisterschaft     | Herreneinzel | 1     | Bengt Polling (Malmö BK)                  |
| 1937/1938 | Schweden: Einzelmeisterschaft     | Herreneinzel | 1     | Bengt Polling (Malmö BK)                  |
| 1937/1938 | Schweden: Einzelmeisterschaft     | Mixed        | 1     | Bengt Polling / Gulli Paulsson (Malmö BK) |
| 1942/1943 | Schweden: Einzelmeisterschaft     | Herrendoppel | 1     | Helge Paulsson / Bengt Polling (Malmö BK) |
| 1943/1944 | Schweden: Einzelmeisterschaft     | Herrendoppel | 1     | Helge Paulsson / Bengt Polling (Malmö BK) |
| 1948/1949 | Schweden: Einzelmeisterschaft     | Herrendoppel | 1     | Helge Paulsson / Bengt Polling (Malmö BK) |